# Tuff lust
Tuff lust är ett album av den svenska musikgruppen Eldkvarn som gavs ut 1983. Albumet, producerat av Eldkvarn i samarbete med Anders Lind, är utgivet på skivbolaget Silence Records.

## Låtlista
Alla låtar är skrivna och komponerade av Plura Jonsson om inget annat anges. 
| Nr  | Titel                 | Kompositör    | Notering | Längd |
| --- | --------------------- | ------------- | -------- | ----- |
| 1.  | En värld av kärlek    |               |          | 4:05  |
| 2.  | Bitter men het        | Carla Jonsson |          | 3:30  |
| 3.  | Ingen man alls        |               |          | 3:45  |
| 4.  | Vilda liv             |               |          | 3:27  |
| 5.  | Flickan i fönstret    |               |          | 3:29  |
| 6.  | Skrik som ett barn    |               |          | 3:26  |
| 7.  | Tuff lust             |               |          | 3:14  |
| 8.  | Vild natt             |               |          | 3:27  |
| 9.  | September             |               |          | 2:43  |
| 10. | Du kan inte fånga mig |               |          | 3:09  |
| 11. | En clowns historia    |               |          | 3:17  |

## Medverkande
- Plura Jonsson - sång & gitarr
- Carl Jonsson - gitarr & sång
- Claes Carlsson - saxofon & klaviaturer
- Tony Thorén - bas
- Raga de Gosch - trummor & klaviatur

- Lennart Helperin - trumpet
- Dag Hallberg - nattflygel
- Tomas Sczabo - chef de cuisine och gulasch-kör

## Listplaceringar
| Lista (1983) | Topplacering |
| ------------ | ------------ |
| Sverige      | 14           |